# دكتور كوبرنيكوس (رواية)
دكتور كوبرنيكوس (بالإنجليزية: Doctor Copernicus)‏ هي رواية للكاتب الأيرلندي جون بانفيل، نشرت عام 1976، عن دار نشر سيكر آند واربرغ، وفازت بجائزة جيمس تيت بلاك التذكارية في نفس العام.